# 科学主义
科学主义是一种思想，是指科学是最权威的世界观，也是人类最重要的知识，其高於所有一切其他東西对生活的诠释。
「科学主义」这个词曾被社会科学家如弗里德里希·哈耶克、科学哲学家如卡尔·波普尔和哲学家如希拉里·普特南和茨维坦·托多洛夫使用，用来描述许多科学家所共有的态度和信念，这一信念让自然科学的研究和其所采用的方法终于上升到意识形态的水平。对科学主义的经典论述，正如物理学家欧内斯特·卢瑟福所言：除物理，皆集邮（There is physics, and there is stamp-collecting）。
北京大學歷史系教授钱乘旦認為，人們（特別是科學主義者）容易混淆了自然科學和自然現象的分別。自然現象是客觀存在的東西，在沒有人類以前，早已經存在。但科學不是自然現象的本身，而是人類運用科學方法對自然現象的探索、理解和詮釋。科學是完全由人類創造出來的知識體系，跟哲學、文學都是一樣，並非獨立於人類社會。只是科學的研究對象是大自然，而文學的研究對象是虛構作品。自然和宇宙可以是無限的，而科學卻是有限的。自然現象是客觀存在，但科學不一定是客觀存在。科學不僅不能獨立於人類社會，還必須得到人類社會的認可，才能發展。沒有人類社會，自然現象也會存在。但沒有人類社會，科學就不會存在。
科学主义一词有时在两个方面亦被用作略带貶義的解释：
1. 表示不恰当的使用科学或在不适当[7]的地方运用科学主张[8]，例如，当讨论主题的范围明显超越科学范畴，或者没有足够的经验证据来证明一项科学结论的情形。在这种使用情况下，讽刺的是科学主义呼吁科学权威化的论证。
2. 指“自然科学的方法，或者自然科学所认证的范畴分类和事物，是任何哲学和任何研究的唯一恰当的元素的信念”[6]并且这一过程伴随着“心理体验方面的经验失效”[9][10]。在这种用法下，（至少在更极端的定义下）强调科学主义在实证主义中扮演重要位置[11][12]。

对于有着马克斯·韦伯传统的社会学家来说，如尤尔根·哈贝马斯，科学主义的观念不仅与实证主义哲学密切相关，并且也与现代西方文化中的“合理化”密切相关。

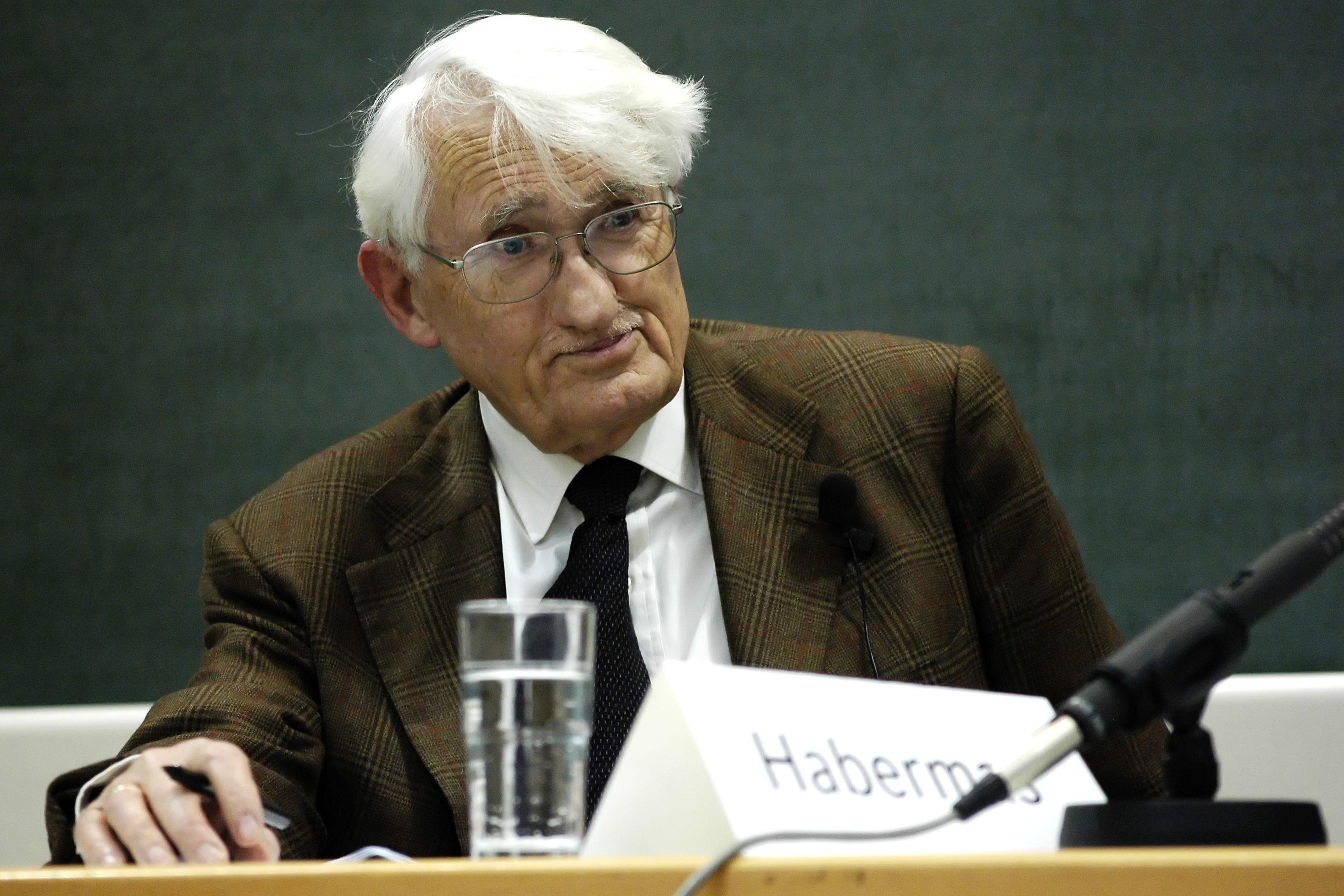
尤尔根·哈贝马斯

## 概述

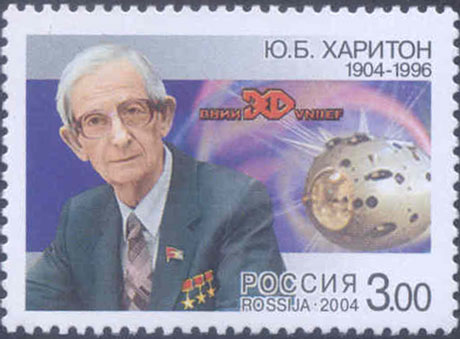
俄國科學主義者Yulii Borisovich Khariton，認為任何非科學主義的論述類型都是一種非理性宗教。

Mikael Stenmark提出用“科学扩张主义”作为科学主义的代名词。在《科学和宗教百科全书》中，他写道，虽然科学主义的理论有着多种可能的形式和不同程度的变化，但它们共通的思想是，科学（或通常所称的自然科学）的边界应当扩展，使一些过去一直没有被认作为科学相关的主题，现在 (在科学主义下) 可以理解为科学的一部分（并且通常无论探讨维度和广度，科学将成为唯一的标准)。
Stenmark认为，最强烈的科学主义表现形式是: 科学无边界，并且，人类所有的问题和希望，只要加以时日，科学必能适当处理和解决。这一理念也被称为进步之迷思。
而E·F·舒马赫却批评科学主义是“贫乏的世界观，完全依靠计算，测量和称重”。

## 科学与宗教辩论
格雷戈里·彼得森说：“对于许多神学家和哲学家，科学主义是智力之罪中最大的一个”。但事实上，今日同样的说法，却被反过来用作对宗教的批评。心理学家和超心理学家查尔斯挞形容科学主义是一种形式的信仰。波斯学者赛义德·纳斯尔称，西方世界许多人的科学“理念”，不是“真正的科学”，而是宗教的替代。
同时，在一篇对比科学主义和传统宗教运动异同之处的论文中，怀疑论协会创始人迈克尔·谢默，将此词定义为 “科学的世界观，解释自然一切事物现象，避开超自然或超常的揣测，以经验主义和科学理性作为科学时代生活的两大支柱”。科学哲学家丹尼特·丹尼尔也回应批评，在他《打破魔咒：作为自然现象的宗教》一书中说道，“当有人提出[宗教不喜欢的]科学理论，他们就诋毁它为'科学主义'”。
苏珊哈克也反对所谓科学方法主要是科学主义文化迷思的说法。哈克认为，科学探究的方法并非单一。

## 科学哲学
在《反对方法》（Against Method）一文中，保罗·费耶阿本德指出：科学天生就是“无政府主义的事业”，并且明显的，从来不存在所谓科学对“知识交易”的垄断，科学家们从未有着区分和狭隘的自定义传统。他亦描述当代科学教育的过程是一场温和形式的灌输，意图使“让科学历史更无聊，更简化，更统一，更 '客观' 以便于严格不变的规则处理。
科学可以自我站立，不需要来自理性主义、世俗人文主义、马克思主义或其它宗教运动的帮助；...其它非科学文化、过程、假设也可以自我站立时也应被允许这样做...科学应该回避意识形态的影响；社会、特别是民主社会，都应该回避科学...在民主的科研院所里，研究项目、提议等都会受到公众控制，科学与政治应该相互分离，正如同政教分离一样，科学教育应该是众多观点中的一个，而不是通往真理与现实的唯一路径。
 — 费耶阿本德， 反对方法， p.viii

## 理性化与现代化
韦伯在其经济社会学和宗教社会学的主要著作中，探讨了理性化，世俗化，以及所谓的“觉醒过程”，以及这些与现代化和资本主义崛起之间的关系。在社会学中，理性化指的是，越来越多的社会行动，其目的是基于效率的计算，而不是源于道德 ，情感或习俗 。在这个意义上，理性化是现代社会形成的中心环节，特别在西方世界，以资本主义市场为基础，官僚主义和国家管理的理性化状态; 只是现代科学和现代技术的扩展。哲学家哈贝马斯批评纯粹的工具理性主义。“科学主义”也可以用来形容科学思维将自身提升到意识形态的过程。对于理论家，如鲍曼来说犹太人大屠殺 ，作为现代性表现的理性化可能是与令人遗憾的犹太大屠杀密切相关。

## 范围的意义
标准字典定义，包括对“科学主义”的如下解释：
- 科学家使用的风格，假设，技术和其他属性。[24]
- 自然科学家采用的典型的方法和思想。[25][26]
- 对自然科学方法的强烈信任，将其应用到所有领域，如在哲学，社会学和人文学。[27]
- 科学或伪科学的运用。[28]
- 一种对于社会学的争论，如社会学，经济学等，认为只有当这些学科遵守自然科学所使用科学方法并以科学方法严格解释才能真正成为科学，否则社会科学算不上是真正的科学。[29]
- “指（通常贬义）科学知识和技术万能的信仰; 认为物理学可以取代其他领域，如哲学以及特别是人类行为与社会学。”[30]
- 「1：科学家典型的做事态度和方法。2：认为物理学适用于全部科学领域和科学探究。」[31]
- 一种形式的教条：「从本质上讲，科学主义认为科学是绝对真理，是获得真理的惟一途径。」[32]

## 引用和注释
1. ↑  索列尔，汤姆。科学主义：哲学和科学的迷恋。Routledge出版社，1994年，第1ff
2. 1 2  斯韦特，威廉（1988年） 哈贝马斯：关键当代思想家  ，政治出版社，2009年第二版，第22。
3. ↑  起重机，蒂姆。机械记：介绍一种哲学思想，机器和心理表征，Routledge出版社2003年，第5。
4. ↑  . 北京日報.   [2023-12-05]. （原始内容存档于2023-12-05）.
5. ↑  科学主义：“一种夸张的信任区域调查中的所有方法的有效性应用到自然科学（如哲学，社会科学和人文）” 的定义来自：莱德，马丁。 “科学主义。“百科全书的科学技术与伦理  。第三版。底特律活塞队：麦克米兰参考书籍，2005年。
6. 1 2  Blackburn, S. . Oxford paperbacks. Oxford University Press. 2005: 331–32  [2014-02-01]. ISBN 978-0-19-861013-7. LCCN 2006271895. （原始内容存档于2016-12-09）. Scientism: Pejorative term for the belief that the methods of natural science, or the categories and things recognized in natural science, form the only proper elements in any philosophical or other inquiry.
7. ↑  Martin Ryder. 科学主义 （页面存档备份，存于）. 科罗拉多大学.（访问时间：2007年7月5日）
8. ↑  Peterson 2003, p. 753: 'the best way to understand the charge of scientism is as a kind of logical fallacy involving improper usage of science or scientific claims' 格雷戈里·彼得森（2003）认为：“最好将科学主义理解为一种涉及科学或科学主张的不当使用的逻辑谬误。”（p.753）
9. ↑  罗伯特班尼斯特，“行为主义，科学主义的兴起和”专家“ （页面存档备份，存于）
10. ↑  Haack, Susan, , Amherst, NY: Prometheus Books, 2003
11. ↑  Rey, Abel. . The Journal of Philosophy, Psychology and Scientific Methods. 1909, 6.2: 51–3.
12. ↑  Maslow, Abraham, ,  1st, There are criticisms of orthodox, 19th Century scientism and I intend to continue with this enterprise
13. 1 2 3  中的说明，由Mikael Stenmark科学主义的作者在文章的话题：j的温策尔夫里德面包车Huyssteen（编辑）。科学与宗教百科全书，第二版。汤姆森大风。2003。 （p.783）
14. ↑  克Monastra的MM Zarandi，科学与进步，2004年的神话。
15. ↑  英舒马赫，一个  0-06-090611-1 指南不惑  ，书号
16. ↑  Gregory 2003.
17. ↑  罗宾逊，Marilynne。“歇斯底里科学主义：理查德道金斯的迷魂药。”哈珀的杂志 十一月2006。
18. ↑  .   [2011-01-15]. （原始内容存档于2011-12-19）.
19. ↑  Chittick, William. . Bloomington: World Wisdom. 2007. ISBN 1933316381.
20. ↑  谢默，迈克尔。“科学主义的巫师 （页面存档备份，存于）”。科学美国人，2002年6月。
21. ↑  苏珊哈克，捍卫科学：在犬儒主义的科学主义和理性
22. ↑  P. Feyerabend, Against Method (3rd ed.), Verso,(1993) [First published 1975],p.9。
23. ↑  哈贝马斯，于尔根《现代性的哲学话语》，政体出版社（1985年），书号0-7456-0830-2，第2页
24. ↑  《兰登书屋英语词典》1987
25. ↑  《韦氏词典第九版》1983
26. ↑  “科学主义”义项一，《牛津英语词典》网络版。访问于2009年10月16日
27. ↑  韦氏词典。1983。
28. ↑  韦氏词典。1983。科学主义的定义＃3。
29. ↑  韦氏词典。1983。科学主义的定义＃2。
30. ↑   “科学主义”的定义2， 牛津英语词典 网络版，访问2009年10月16日
31. ↑  美国传统词典的英语语言：四版。2000。Bartleby.com（存档2008年1月24日）
32. ↑  「科学主义」 - PBS.org （页面存档备份，存于）。《信仰与理性》

## 研究書目
- 郭穎頤著，雷頤譯：《中國現代思想中的唯科學主義》（南京：江蘇人民出版社，1998）。
- Peterson, Gregory R, , Zygon: Journal of Religion and Science, 2003, 38 (4): 751–61, doi:10.1111/j.1467-9744.2003.00536.x, the best way to understand the charge of scientism is as a kind of logical fallacy involving improper usage of science or scientific claims.